# Nguyên tắc phách
Nguyên tắc phách ( tiếng Anh gọi là heterodyne ). Đây là một kĩ thuật xử lý tín hiệu,được nhà sáng chế người Canada Reginald Fessenden tạo ra bằng cách trộn hai tín hiệu với nhau.Hai tần số khác nhau được đưa vào một linh kiện có tính phi tuyến như:đèn điện tử chân không,transistor,điốt,và nó được gọi là trộn tần.

## Nguyên tắc hoạt động

Tín hiệu được đưa vào mạch trộn,tại mạch này tín hiệu sẽ được trộn lẫn với tín hiệu thứ hai (local oscillator),và cuối cùng tạo ra tần số mới ở đầu ra.

Khi cho hai tín hiệu f1 và f2 trộn vào nhau,ngoài hai tín hiệu trên còn tạo ra tín hiệu tổng f1+f2 và hiệu f1-f2.Những tín hiệu mới này gọi là tín hiệu phách.

## Ứng dụng
Ứng dụng chính của nguyên tắc phách này chính là Máy thu thanh đổi tần. Hiện nay loại máy thu được sử dụng rộng rãi. Khi máy thu thu sóng vào, trong máy thu có một bộ phận tạo dao động nội, qua mạch trộn tần sẽ tạo ra tín hiệu tổng và hiệu. Lúc đó ta chỉ cần lọc lấy tín hiệu hiệu, sau đó khuếch đại lên, tách sóng, khuếch đại âm tần và đưa ra loa.
Nguyên tắc này còn sử dụng trong Máy truyền hình, truyền thông vệ tinh, đàn theremin,...